# Dude (Looks Like a Lady)
«Dude (Looks Like a Lady)» es una canción de la banda estadounidense Aerosmith, publicada como segundo sencillo del álbum Permanent Vacation de 1987. Ubicándose inicialmente en el puesto #84 el 3 de octubre de 1987, el sencillo alcanzó la posición #14 en el Billboard Hot 100 el 12 de diciembre de ese mismo año. La canción fue escrita por el vocalista Steven Tyler, el guitarrista Joe Perry y el compositor profesional Desmond Child.
De acuerdo a una entrevista al cantante Vince Neil de Mötley Crüe para una canal de televisión sueco, el título de la canción nació en un bar donde Tyler y Neil solían beber y donde los meseros se vestían con trajes de mujer. Esto, de acuerdo con Neil, provocó el comentario de Tyler; "Dude, looks like a lady!" (Tío, parece una mujer). Nikki Sixx en su libro The Heroin Diaries, declara que la canción se inspiró específicamente en Neil.

## Orígenes
La canción habla de un hombre que es confundido con una mujer. Según Desmond Child, a Steven Tyler se le ocurrió la idea después de confundir al cantante de Mötley Crüe, Vince Neil, con una mujer de cabello largo y rubio. Los compañeros de la banda de Tyler se burlaron, bromeando sobre cómo "el tipo parecía una mujer". En su libro The Heroin Diaries, Nikki Sixx de Mötley Crüe coincide en que la canción se inspiró en Neil.

"We were hailing a taxi in New York one night and these fucks, Mötley Crüe, pulled up in a limo. They called us in and every other word out of their mouths was 'dude'. You know, 'Yo dude! Your dude is really dude, dude.' I hadn't heard this crazy 'dude' shit before. We had just bought a sampler and we were listening to an Eddie Murphy album – the one where he keeps going on about Mr. T being gay… I kind of got a lick, but couldn't get the words. I had shit like, 'Cruisin' for the ladies,' or, 'My old lady's got rabies.' Bad stuff. Then I remembered my new word, 'dude'." – Steven Tyler
Una noche estábamos parando un taxi en Nueva York y llegaron los cabrones de Mötley Crüe en limusina. Nos llamaron y solo decían "tío". Ya sabes, "¡Tío! ¡Tu tío es un tío de verdad!". Nunca había oído esa locura de "tío". Acabábamos de ver un sampler y estábamos escuchando un álbum de Eddie Murphy, ese donde no para de hablar de que Mr. T es gay... Me salió un poco, pero no me salían las palabras. Tenía frases como "Voy de paseo con las chicas" o "Mi vieja tiene rabia". Malas. Entonces recordé mi nueva palabra: "tío".

Sobre "Cruisin' for the ladies", Child dijo: "No creo que Van Halen la pusiera en la cara B de su peor disco". Child recuerda haber desarrollado la canción con el grupo:

I walked in, and they had a song already written as "Cruisin' for the Ladies." They looked at me like, "Get outta here." Then Steven said, "Well, originally, when I was writing the song, I was singing 'Dude looks like a lady'." I said, "Oh my God, that's a smash." At first I suggested, "Let's write a story song. Maybe it's a guy who was like a Vietnam vet who was so like traumatized, he came back and became a drag queen." Joe Perry got a very stern look on his face and said, "Some of my friends are vets." I said, "OK. Forget about that idea. What about a guy who goes into a strip joint and sees this gorgeous, you know, bosomed blond stripping on stage and then he goes backstage and finds out it's really a guy." And they went with that. It goes, "She's a funky lady, I like it, like it, like it like that." The singer's sort of implying he went for it anyway 'cause he liked what he saw. He goes, "Never judge a book by its cover/or who you're gonna love by your lover." It has a kind of deep message in a way, because it's like, well, what is love, and what is a person, and if you're attracted to what you're seeing, you're attracted to it, you know? It's a kind of elevated song about androgyny, and, in spite of the fact that it's down and dirty, it has a kind of lofty concept.
Entré y ya tenían escrita una canción llamada "Cruisin' for the Ladies". Me miraron como diciendo: "¡Fuera de aquí!". Entonces Steven dijo: "Bueno, al principio, cuando estaba escribiendo la canción, cantaba 'Dude Looks Like a Lady'". Dije: "¡Dios mío, qué flechazo!". La primera que pregunté fue: "Escribamos una canción con una historia. Quizás sobre un veterano de Vietnam, tan traumatizado que regresó y se convirtió en drag queen". Joe Perry lo miró de cerca y dijo: "Algunos de mis amigos son veteranos". Dije: "Vale. Olvídate de esa idea. ¿Qué le pasa a un tipo que va a un club de striptease y ve a una rubia guapísima, ya sabes, con mucho pecho, desnudándose en el escenario, y luego va tras bambalinas y descubre que en realidad es un tipo?". Y siguieron con eso. Dijeron: "Es una chica divertida, me gusta, me gusta". El cantante insinúa que se lanzó de todas formas porque le gustó lo que vio. Dice: «Nunca juzgues un libro por su portada / Ni por quién vas a amar a tu amante». Tiene un mensaje profundo, porque trata sobre qué es el amor y qué es una persona, y si te atrae lo que ves, te atrae, ¿sabes? Es una canción un tanto elevada sobre la androginia y, a pesar de ser vulgar y sucia, tiene un concepto de pérdida.

A Joe Perry, quien ideó el riff del coro, le preocupaba que el tema ofendiera a la comunidad homosexual, pero Child dijo: "Soy gay y no me siento insultado. Compongamos esta canción".
En 2012, Child dijo: "Convencí a Aerosmith de toda la escena de un tipo que entra en un club de striptease y se enamora de la stripper en el escenario, va detrás del escenario y descubre que es un hombre". En 2019, Child confirmó que la canción trataba sobre un hombre que "simplemente entra en un bar y ve a esta hermosa rubia en el escenario y luego va al backstage después del espectáculo y luego ella 'saca una pistola, intenta volarme la cabeza'".

## Lanzamiento y recepción
La canción alcanzó el número 14 en el Billboard Hot 100, el número 41 en la lista Hot Dance Club Play, el número cuatro en la lista Mainstream Rock Tracks, el número 22 en la lista Canadian RPM Top Singles y el número 45 en la lista de sencillos del Reino Unido. Fue relanzada a principios de 1990 y alcanzó el puesto número 20 en el Reino Unido. Fue certificado como disco de oro en el Reino Unido por ventas y reproducciones superiores a 400.000 unidades.
Cash Box dijo que tiene "letras humorísticas acompañadas de un ritmo rockero enérgico". 
Dude recibió las dos primeras nominaciones de la banda a los premios MTV Video Music Awards en 1988, en las categorías de Mejor Video de Grupo y de Mejor Interpretación Escénica, pero no ganó.
En agosto de 2013, Fox News tocó esta canción mientras presentaba a Chelsea Manning. Además del uso de pronombres masculinos por parte de la cadena y del deadname de Manning, la reproducción de esta canción recibió críticas de los comentaristas. Después de que Caitlyn Jenner llamara a "Dude (Looks Like a Lady)" su "canción temática" en 2017, se produjo una reacción violenta de los fanáticos y de los activistas LGBT debido a la transfobia percibida.

## Vídeo musical
El video de «Dude (Looks Like a Lady)» presenta a la banda tocando en vivo en el escenario, así como momentos aleatorios de personajes interpretando a drag queens, incluida una aparición especial del ejecutivo de la industria musical John Kalodner con un vestido de novia. Esta es una broma basada en el hecho de que Kalodner siempre se viste de blanco. La esposa de Joe Perry, Billie, también aparece bailando con un saxofón.
También hay algunas actuaciones sexuales provocativas, ambas lideradas por el cantante Steven Tyler y también por una artista que se quita la falda para revelar el tatuaje de "alas" de Aerosmith en su nalga. El vídeo fue dirigido por Marty Callner. Se reprodujo con mucha frecuencia en la cadena musical televisiva MTV.

## Legado
La canción ha sido durante mucho tiempo un elemento básico tanto en la radio de rock como en los conciertos, ya que la banda la ha incluido regularmente en sus listas de canciones a lo largo de los años.
La canción ha aparecido en varios álbumes recopilatorios posteriores de Aerosmith, incluidos Big Ones de 1994 y O, Yeah! de 2002. Los mejores éxitos de Aerosmith, Devil's Got a New Disguise de 2006 y el álbum en vivo de 1998, A Little South of Sanity.
Simultáneamente con su éxito en las listas, la canción se interpretó en la película de comedia de 1987 Like Father Like Son, protagonizada por Kirk Cameron y Dudley Moore.
El luchador profesional Roddy Piper apareció como VJ invitado en MTV poco después del lanzamiento de la canción. Durante un segmento, se reprodujo el vídeo de la canción, seguido de un vídeo de Michael Jackson. Piper apareció después, cantando repetidamente "¡Este tipo parece una dama!" en el estilo maníaco de una entrevista de lucha libre, con la intención más de ser un golpe a Jackson que una referencia a Aerosmith o la canción.
En 1993, la canción ocupó un lugar destacado en la película de comedia familiar Mrs. Doubtfire, durante un montaje del personaje principal (Robin Williams) uniéndose a su familia disfrazado de mujer. La canción también se utilizó en los anuncios de televisión de la película. Randi Mayem Singer, la escritora de Mrs. Doubtfire, considera a "Dude (Looks Like a Lady)" como una de las canciones más importantes jamás escritas y como la influencia directa para escribir el guion. Se le citó diciendo: "Sin ['Dude (Looks Like a Lady)'], no habría habido una señora Doubtfire ".
La canción también apareció en la película It's Pat, donde el personaje principal (interpretado por Julia Sweeney) canta una versión de karaoke en la recepción de su boda. La canción encaja con el chiste recurrente a lo largo de la película, en referencia a la ambigüedad de género de Pat.
La canción fue interpretada en vivo por la banda en la película, Wayne's World 2, y aparece en la banda sonora de la película.
En "Hay algo sobre casarse ", el décimo episodio de la decimosexta temporada de la serie de televisión animada estadounidense Los Simpsons, Verónica está cantando la canción mientras se afeita mientras Marge lo descubre accidentalmente como un hombre travestido como una mujer que está a punto de casarse con su hermana Patty.
El vídeo de "Dude (Looks Like a Lady)" aparece en el juego de karaoke SingStar Vol. 2 para PlayStation 3.
La cantante colombiana Shakira cantó la canción con Steven Tyler en MTV Icon y también la incluyó en la lista de canciones de su Tour of the Mongoose.
La canción se reproduce como una de las posibles opciones de canciones en Rock 'n' Roller Coaster en Disney's Hollywood Studios.
La canción aparece en la serie animada de MTV, Station Zero, donde DJ Tech tocó en sus tocadiscos.

## Créditos y personal
- Steven Tyler – voz principal
- Joe Perry – guitarra principal, coros
- Brad Whitford – guitarra rítmica
- Tom Hamilton – bajo
- Joey Kramer – batería

### Personal adicional
- Tom Keenlyside – clarinete, saxofón tenor, arreglo de trompa
- Ian Putz – saxofón barítono
- Bob Rogers – trombón
- Henry Christian – trompeta
- Bruce Fairbairn – trompeta, coros